# リボホヴァ
リボホヴァ（アルバニア語: Libohovë, Libohova）はアルバニア南部ジロカストラ州に位置する基礎自治体・街。リボホヴァ城の足元に位置し、ドリノ川の谷を通る主な通りがある。ブレト山のふもとに位置する。 ザゴリ国立公園の一部である。
2015年の地方行政改革による基礎自治体の広域化で、旧リボホヴァ、チェンダル・リボホヴァおよびザゴリが統合されて誕生した。市庁舎の市議会はリボホヴァ街にある。自治体の総面積は248.24 km²で、2011年のアルバニアの国勢調査ではリボホヴァ自治体に相当する地域内の総人口は3,667人であった。 街の人口は1,992人であった。